# BAPTA
BAPTA（1,2-ビス(o-アミノフェノキシ)エタン-N,N,N′,N′-テトラ酢酸）は、カルシウムイオンと選択的にキレート錯体を作るアミノポリカルボン酸である。官能基が4つあるカルボン酸であるため、カルシウムイオンを2つ結合させることができる。カルボキシル化の際の配位子として汎用性が高いため、カルシウムや他の金属との配位結合のために重要である。
なおBAPTAの解離定数に関しては種々の値が報告されてきたが、0.2 μmol程度であるとする報告が多い。カルシウムとの反応速度は500 μmol/秒である。